# Вырлино
Вырлино (болг. Върлино) — село в Болгарии. Находится в Смолянской области, входит в общину Неделино. Население составляет 160 человек.

## Политическая ситуация
Вырлино подчиняется непосредственно общине и не имеет своего кмета.
Кмет (мэр) общины Неделино — Илия Петров Вылчев (Болгарская социалистическая партия (БСП)) по результатам выборов.